# Никонов, Яков Петрович
Яков Петрович Никонов — советский хозяйственный, государственный и политический деятель, Герой Социалистического Труда.

## Биография
Родился в 1920 году в селе Ингалы. Член КПСС.
С 1937 года — на хозяйственной, общественной и политической работе. В 1937—1980 гг. — комбайнёр Ингалинской МТС, красноармеец на Дальнем Востоке, комбайнёр в Ингалинской машинно-тракторной станции Большереченского района Омской области, главный инженер Ингалинской МТС, колхоза имени Кирова Большереченского района, Красовского совхоза, директор Золотонивского совхоза Оконешниковского района, заведующий сектором в отделе по труду Омского облисполкома.
Указом Президиума Верховного Совета СССР от 12 июня 1951 года присвоено звание Героя Социалистического Труда с вручением ордена Ленина и золотой медали «Серп и Молот».
Умер в Омске в 2004 году. Похоронен на Старо-Северном кладбище.